# (1586) Thiele
(1586) Thiele ist ein Asteroid des Hauptgürtels, der am 13. Februar 1939 von dem deutschen Astronomen Arthur Arno Wachmann in Bergedorf entdeckt wurde. 
Der Asteroid ist nach dem dänischen Mathematiker und Astronomen Thorvald Nicolai Thiele benannt, des Vaters von Holger Thiele, eines Kollegen des Entdeckers an der Sternwarte Bergedorf.